# Няне
«Няне» — незавершённое стихотворение А. С. Пушкина, написанное в 1826 году и посвящённое няне поэта Арине Родионовне. Было впервые опубликовано в 1855 году Анненковым в собрании сочинений поэта с названием в скобках (Няне), так как автор названия не оставил, и с недописанной последней строкой «То чудится тебе…», которую впоследствии в некоторых публикациях отбрасывали.
Хотя данное стихотворение и не названо поэтом, невозможно усомниться, что посвящено оно именно его горячо любимой няне, имя которой прославлено поэтом навека. О добрых родственных отношениях свидетельствует многочисленная переписка с няней. Приведём пример отрывка из письма Арины Родионовны Александру Сергеевичу от 6 марта 1827 года: «Любезный мой друг Александр Сергеевич… За все ваши милости я вам всем сердцем благодарна — вы у меня беспрестанно в сердце и на уме, и только, когда засну, забуду вас. Приезжай, мой ангел, к нам в Михайловское — всех лошадей на дорогу выставлю. Я вас буду ожидать и молить бога, чтобы он дал нам свидеться. Прощай, мой батюшко Александр Сергеевич. За ваше здоровье я просвиру вынула и молебен отслужила — поживи, дружечик, хорошенько, — самому слюбится. Я, слава богу, здорова — целую ваши ручки и остаюсь вас многолюбящая няня ваша Арина Родионовна (Тригорское, марта 6)».

## Анализ стихотворения
Подробный анализ стихотворения «Няне» можно почитать в работе М. И. Цветаевой, которая познакомилась с произведением в детстве. Строчку «Подруга дней моих суровых — Голубка дряхлая моя!» помогло понять маленькой Цветаевой обращение её отца к матери словом «голубка», которое вызвало понимание тёплого любящего отношения. Это помогло сделать вывод: «старую женщину — потому что родная — можно любить больше, чем молодую — потому что молодая и даже потому что — любимая». Слово «подруга» — «самое любовное из всех — впервые прозвучало… обращённое к старухе» — наложилось на понимание слова «голубка».
Значение же слова «дряхлая» ребёнок-Цветаева смогла связать с «маминой котиковой муфтой», и приписать данное обращение к тому, кому этот предмет одежды принадлежит. Потому ассоциативный ряд на слова, посвящённые няне, у ребёнка выстроился относительно мамы, что позволило ей ощутить всю эмоциональную глубину данного произведения, всю тоску поэта по дорогому человеку.
«Марина Цветаева поняла, что это стихотворение о Пушкине, а не о няне».